# Авраамій (архімандрит Печерський)
Авраамій Печерський (д/н — бл. 1397) — церковний діяч часів Великого князівства Литовського.

## Життєпис
Згадується в «Палінодії» 1621 року Захарії Копистенського, «Описі про руських святих». Поміщений в числі святих «града Києва» і відрізняється від преподобних Авраамия Затворника і Авраамия Працелюбного Києво-Печерських.
Архієпископ Філарет (Гумілевський) вказував також, що «на старовинній іконі Печерських чудотворців Антониевой печери преподобний Авраамій названий ігуменом». Незважаючи на це, архієпископи Філарет і Димитро (Самбікін) наводять дані про Авраамія І. та про преподобного Авраамія Печерського як про тотожню особу. Втім інші дослідники чітко розрізняють 3 преподобних Києво-Печерських з ім'ям Аавраамій. Останній відповідно був настоятелем між Давидом і Феодосієм IV (на думку інших дослідників — Микитою).
Польський історик Мацей Стрийковський вказує, що Авраамій мав конфлікт з князем Скиргайлом, що призвело того до загибелі. Разом з тим за інші хроніками, Скиргайло був похований в печерах монастиря, на що надавдозвіл архімандрит.
Смерть Авраамія І датується в «Опис про руських святихі» умовно: «преставився в літо 6000». Був похований в Києво-Печерському монастирі, але де саме — невідомо, неясно також час його канонізації до місцевого шанування.